# Die Paldauer
Die Paldauer sind eine österreichische Musikgruppe auf dem Gebiet des Schlagers. Namensgeber der Band ist die Marktgemeinde Paldau in der Steiermark.

## Werdegang
Die Gruppe wurde 1968 von Franz Griesbacher und seinem Stiefbruder Erwin Pfundner sowie deren Freunden Johann Kaufmann, Alfred Kien und Franz Scheucher unter dem Namen das „Paldauer Quintett“ gegründet. Zunächst trat die Gruppe bei verschiedenen Vereinen in Paldau und Umgebung auf. Der offizielle Eintrag als Musikband erfolgte 1972. Nachdem die Musiker jeweils einen anderen Beruf erlernt hatten, wechselten sie drei Jahre später in den professionellen Musikbereich. In der Folgezeit änderte sich die Besetzung der Band mehrere Male. So gehörte unter anderem der Schweizer Sänger und Geiger Egon Egemann zur Gruppe. Harry Muster stieß 2004 für Manfred Brandstätter hinzu, welcher die Gruppe aus privaten Gründen verließ.
Die Besetzung (Stand 2010) besteht aus Franz Griesbacher, Anton Peter „Toni“ Hofer, Erwin Pfundner, Renato Wohllaib, Dietmar „Didi“ Ganshofer sowie Harry Muster.
Produziert wird die Gruppe von Franz Griesbacher und (in früheren Jahren) von Jean Frankfurter. Mittlerweile arbeiten die Paldauer unter anderem auch mit bekannten Größen wie den Produzenten von Stevie Wonder zusammen. Viele Titel stammen aus der Feder der Musiker, vor allem von Renato Wohllaib und Didi Ganshofer, aber auch andere populäre Autoren schreiben für die steirische Gruppe, wie beispielsweise Andreas Bärtels, Bernd Meinunger oder Alfons Weindorf. Alle Mitglieder der Gruppe spielen mehrere Instrumente und verfügen teilweise über eine klassische Musikausbildung an bekannten Konservatorien.
Die erste Schallplatte Mit uns macht's Spaß wurde 1977 aufgenommen. Weitere Schallplatten wurden ab 1980 produziert. Inzwischen hatte sich die Gruppe auch über die Grenzen Österreichs einen Namen gemacht. 1984 wurde sie erfolgreichste Gruppe Österreichs und der Schweiz. Es folgten zahlreiche Fernsehauftritte. 1988 erfolgte der erste Fernsehauftritt in Deutschland mit dem Titel Tanz mit mir Corinna. Dies wurde der erste große Hit für die Paldauer und brachte einen Sieg in der Schlagerparade. Dann folgten weitere Hits, und ihre Alben erhielten mehrmals Gold (erstmals 1989). Neben den Fernsehveranstaltungen gab die Band auch Live-Konzerte.
1998 nahmen die Paldauer bei den Deutschen Schlager-Festspielen teil und erreichten mit Wenn Du willst den 2. Platz. Im gleichen Jahr wurden sie mit der Goldenen Stimmgabel geehrt und wurden mit dem Titel  Na endlich Du  dreimaliger Sieger in der ZDF-Hitparade. Ein Jahr später hatte die Gruppe einen weiteren Riesenhitː Mit Düsseldorfer Girl wurden sie Jahressieger der ZDF-Hitparade. 2001 erhielten die Paldauer von NDR 1 Welle Nord den „Deutschen Schlagerpreis“.
Die Paldauer gehören zu den erfolgreichsten Musikgruppen auf dem deutschsprachigen Schlagermarkt. Sie absolvieren jährlich dutzende Live-Konzerte, sind sozusagen pausenlos unterwegs und veranstalten jährlich Reisen mit bis zu 400 ihrer Fans. Die Live-Auftritte der Band sind ihre bekannte Stärke, nahezu jeder Ton ist tatsächlich live, praktisch nichts kommt vom Band. Das Repertoire reicht von den eigenen Schlagern bis hin zu Rock-’n’-Roll-Songs (Jailhouse Rock, Devil In Disguise...) oder klassischen Einflüssen wie Granada oder Funiculì, Funiculà sowie diversen Soli der Musiker.

## Ehrungen
- mehrfache Sieger ZDF-Hitparade
- Sieger der ZDF-Jahreshitparade
- Goldene Stimmgabel 1998 und 2000
- Goldener Roy
- Ehrenbürgerschaft der Marktgemeinde Paldau/Stmk. 2000
- Aufnahme in den Signs of Fame Germany
- Goldenes Ehrenzeichen des Landes Steiermark 2020

## Diskografie

### Alben
| Jahr | Titel                                                              | Höchstplatzierung, Gesamtwochen, AuszeichnungChartplatzierungen (Jahr, Titel, Platzierungen, Wochen, Auszeichnungen, Anmerkungen) | Höchstplatzierung, Gesamtwochen, AuszeichnungChartplatzierungen (Jahr, Titel, Platzierungen, Wochen, Auszeichnungen, Anmerkungen) | Höchstplatzierung, Gesamtwochen, AuszeichnungChartplatzierungen (Jahr, Titel, Platzierungen, Wochen, Auszeichnungen, Anmerkungen) | Anmerkungen                                             |
| Jahr | Titel                                                              | DE | AT | CH | Anmerkungen                                             |
| ---- | ------------------------------------------------------------------ | --- | --- | --- | ------------------------------------------------------- |
| 1991 | Amore Romantica                                                    | — | AT11 Gold · (4 Wo.)AT | CH21 Gold · (7 Wo.)CH | Erstveröffentlichung: 29. Juli 1991                     |
| 1993 | Noch einmal mit Gefühl                                             | — | AT27 (4 Wo.)AT | — | Erstveröffentlichung: 16. April 1993                    |
| 1995 | Ich muß dich wiederseh’n                                           | DE72 (7 Wo.)DE | AT18 Gold · (9 Wo.)AT | CH— GoldCH | Erstveröffentlichung: 10. Januar 1995                   |
| 1996 | Unendlich glücklich                                                | DE17 (14 Wo.)DE | AT6 Platin · (16 Wo.)AT | — | Erstveröffentlichung: 19. Januar 1996                   |
| 1997 | Mitten ins Herz                                                    | — | AT15 Gold · (16 Wo.)AT | CH30 (5 Wo.)CH | Erstveröffentlichung: 21. Februar 1997                  |
| 1998 | Immer wieder du                                                    | DE80 (1 Wo.)DE | AT11 (16 Wo.)AT | CH25 (6 Wo.)CH | Erstveröffentlichung: 8. April 1998                     |
| 1999 | Komm zu mir – die 20 schönsten Liebeslieder                        | — | AT43 (3 Wo.)AT | — | Erstveröffentlichung: 2. Februar 1999 Kompilation       |
| 1999 | Pures Glück                                                        | — | AT7 (8 Wo.)AT | — | Erstveröffentlichung: 20. September 1999                |
| 2000 | Ich will...                                                        | DE65 (2 Wo.)DE | AT13 (16 Wo.)AT | CH38 (5 Wo.)CH | Erstveröffentlichung: 18. September 2000                |
| 2002 | Sag niemals nie                                                    | DE85 (1 Wo.)DE | AT16 (19 Wo.)AT | CH89 (1 Wo.)CH | Erstveröffentlichung: 15. März 2002                     |
| 2003 | Aus Leidenschaft                                                   | DE85 (1 Wo.)DE | AT13 (11 Wo.)AT | CH76 (2 Wo.)CH | Erstveröffentlichung: 13. Oktober 2003                  |
| 2005 | Von Mensch zu Mensch                                               | — | AT36 (4 Wo.)AT | CH98 (1 Wo.)CH | Erstveröffentlichung: 25. November 2005                 |
| 2006 | Gib mir Liebe                                                      | DE60 (1 Wo.)DE | AT2 (8 Wo.)AT | CH37 (3 Wo.)CH | Erstveröffentlichung: 12. Mai 2006                      |
| 2008 | Plötzlich war’s Liebe – Das Beste zum Jubiläum                     | DE61 (1 Wo.)DE | AT12 (15 Wo.)AT | CH72 (9 Wo.)CH | Erstveröffentlichung: 16. Mai 2008 Kompilation          |
| 2009 | Nur du!                                                            | DE75 (1 Wo.)DE | AT8 Gold · (11 Wo.)AT | CH21 (10 Wo.)CH | Erstveröffentlichung: 22. Mai 2009                      |
| 2011 | Unschlagbar                                                        | DE62 (1 Wo.)DE | AT3 Gold · (6 Wo.)AT | CH16 (6 Wo.)CH | Erstveröffentlichung: 12. August 2011                   |
| 2011 | Nachts, wenn alle Sterne leuchten – Die schönsten Weihnachtslieder | — | AT15 (4 Wo.)AT | — | Erstveröffentlichung: 18. November 2011 Weihnachtsalbum |
| 2011 | Ihre grössten Erfolge – Party Fox                                  | — | AT14 (6 Wo.)AT | CH95 (1 Wo.)CH | Erstveröffentlichung: 30. Dezember 2011                 |
| 2014 | ...immer noch                                                      | DE94 (1 Wo.)DE | AT4 Gold · (9 Wo.)AT | CH26 (4 Wo.)CH | Erstveröffentlichung: 2. Mai 2014                       |
| 2015 | Hör auf dein Herz                                                  | — | AT19 (2 Wo.)AT | CH62 (2 Wo.)CH | Erstveröffentlichung: 2. Mai 2015                       |
| 2016 | 3000 Jahre                                                         | — | AT4 (8 Wo.)AT | CH48 (7 Wo.)CH | Erstveröffentlichung: 30. Dezember 2016                 |
| 2020 | Paradies & Hölle                                                   | — | AT55 (1 Wo.)AT | CH33 (1 Wo.)CH | Erstveröffentlichung: 24. April 2020                    |

Weitere Alben
- 1977: Mit uns macht’s Spaß
- 1982: Musik für Sie
- 1983: Sing song shubidu
- 1984: Ein Lied für Dich
- 1985: Wenn Du mich liebst
- 1986: Ich mag Dich wie Du bist
- 1987: Ein Leben mit Dir (CH: Gold)
- 1988: Die schönsten Liebeslieder (CH: Gold)
- 1989: Der erste Tag nach der Ewigkeit
- 1990: Tränen der Liebe (CH: Gold)
- 1993: Herzliche Grüße... – ihre 16 besten Lieder
- 1994: Ihre großen Erfolge
- 1995: Ein Leben mit dir
- 1995: Schöne Weihnachtszeit
- 1996: Der erste Tag nach der Ewigkeit
- 1998: Doppel-Gold
- 2001: Party-Mix-Album
- 2023: Bis ans Ende der Welt
- 2024: Alles und mehr (mit Tiroler Schmäh)